# The Honeymoon Tour
Tournées par Ariana Grande
The Listening Sessions (promotionnelle)
(2013) Dangerous Woman Tour
(2017)
The Honeymoon Tour est la première   tournée de l'artiste Ariana Grande à l'occasion de la sortie de son deuxième album My Everything. Elle s'est déroulée entre le 25 février 2015 et le 25 octobre 2015.
La tournée a été officiellement annoncée en septembre 2014 et a débuté le 25 février 2015 à Independence aux États-Unis.
La première partie est principalement assurée par le groupe anglais Rixton lors de la première et deuxième phase de la tournée. Elle était aussi assurée par le Dj norvégien Cashmere Cat lors de la première phase de la tournée. Elle est assurée par le chanteur américain Prince Royce depuis la troisième phase de la tournée.

## Préambule

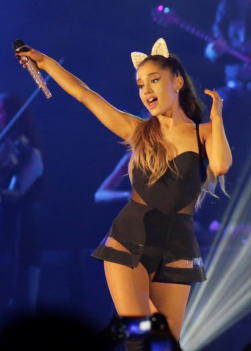
Ariana Grande en concert lors du Honeymoon Tour à Jakarta, en Indonésie, le 26 août 2015.

Le 5 juin 2014, Ariana Grande confirme le projet de tournée via son compte Twitter. Elle annonce plus tard avoir signé un contrat pour une tournée mondiale. À la suite de cette annonce, une rumeur annonçant que la tournée se ferait en duo avec la rappeuse australienne Iggy Azalea fait le tour des médias mais elle est vite oubliée à la suite de la confirmation de la tournée en solo en septembre.
En septembre 2014, quelques semaines après la sortie de l'album My Everything, la tournée est annoncée officiellement. La tournée est annoncée comme mondiale et débutera en Amérique du Nord avant de se poursuivre en Europe et son nom fera référence à la première chanson de l'album Yours Truly d'Ariana Grande, Honeymoon Avenue. Il est aussi annoncé que le groupe anglais Rixton assurera la première partie de la tournée pour promouvoir leur album Let the Road. Le groupe sera rejoint par le DJ norvégien Cashmere Cat.
La mise en vente des billets pour l'Amérique du Nord débute le 20 septembre 2014 et celle pour l'Europe le 21 novembre 2014.
En janvier 2015, Ariana et son équipe ont ouvert une chaine YouTube intitulée Honeymoon Diaries pour permettre aux fans de suivre la tournée via des vidéos des répétitions, des moments en coulisses et des messages d'Ariana ou de l'équipe.
En mars 2015, il est annoncé que la tournée passera aux Philippines, plus précisément à Manille. Le 27 mars 2015, une date supplémentaire est annoncée pour la France, toujours au Zénith de Paris. Toujours en mars 2015, il est annoncé que la tournée est prolongée jusqu’en octobre 2015 avec plusieurs nouvelles dates pour l'Amérique du Nord.

## Accueil
The Kansas City Star a écrit une critique positive sur le concert à Independence saluant la prestation d'Ariana Grande et décrivant le show comme "un extravagant mélange de musique, danse, lasers, vidéos, pyrotechnie et changements de costumes semblables aux types de spectacles audio-visuel d'autres divas pop comme Katy Perry ou Britney Spears". 
Le Milwaukee Journal Sentinel a écrit une critique mitigée du concert à Milwaukee déclarant que Ariana Grande n'était pas encore prête pour une aussi grosse tournée et que le show n'était pas assez inspiré. Le journal critique aussi l'utilisation des Mi.Mu Gloves, des gants électroniques utilisés par Ariana lors d'une chanson et qui lui permettent de modifier sa voix grâce aux gestes réalisés avec ses mains, se demandant si "cela était une bonne idée de manipuler de façon électronique la jolie voix de Grande ?". Mais le journal a salué Ariana Grande pour ses chorégraphies cohérentes et sa "voix sensationnelle" notamment sur les chansons Just a Little Bit of Your Heart et My Everything. Le journal Star Tribune écrira une critique similaire du concert à Saint Paul.
Le journal The Morning Call a écrit une critique positive du concert de Philadelphie, saluant la voix d'Ariana Grande et déclarant "qu'elle est simplement l'une des chanteuses les plus parfaites techniquement dans toute la musique". Le journal a aussi apprécié le fait que Ariana soit sensuelle tout en offrant un concert adapté à un public d'adolescents et de jeunes en précisant que « elle a réussi à faire un concert classe au lieu d'un concert hyper-sexualisé comme ceux des autres anciens chanteurs Disney/Nickelodeon ».

## Premières parties
- Rixton - Premières dates d'Amérique du Nord et Europe
- Cashmere Cat - Première dates d'Amérique du Nord
- Krishane (en) et Melissa Steel (en) - Concerts de Glasgow et Birmingham
- Alvar & Millas - Concert de Anvers
- Paula Rojo - Concert de Barcelone
- Prince Royce - Deuxièmes et troisièmes dates d'Amérique du Nord[14]

## Invités
- Big Sean - Concert de Detroit sur les chansons Best Mistake et Right There[15]
- Justin Bieber - Concerts de Miami et Inglewood sur la chanson Love Me Harder et pour interpréter As Long As You Love Me et All That Matters[16]
- David Foster - Concert de Inglewood pour accompagner au piano Ariana Grande sur la chanson I Have Nothing de Whitney Houston[17]
- Kendji Girac - Deuxième concert de Paris pour interpréter le remix de One Last Time [18]

## Liste des chansons
Note : Cette liste correspond à la setlist du deuxième concert de la tournée. Il est possible qu'elle change lors de certains concerts.
1. Bang Bang
2. Hands On Me
3. Best Mistake
4. Break Your Heart Right Back
5. Be My Baby
6. Right There
7. The Way
8. Pink Champagne
9. Tattooed Heart
10. One Last Time
11. Why Try
12. My Everything
13. Just A Little Bit Of Your Heart
14. Love Me Harder
15. All My Love
16. Honeymoon Avenue
17. Break Free
18. Problem

## Dates et lieux des concerts
| Date              | Ville               | Pays              | Salle                            | Première partie                     | Affluence         | Revenu            |
| Amérique du Nord, | Amérique du Nord,   | Amérique du Nord, | Amérique du Nord,                | Amérique du Nord,                   | Amérique du Nord, | Amérique du Nord, |
| ----------------- | ------------------- | ----------------- | -------------------------------- | ----------------------------------- | ----------------- | ----------------- |
| 25 février 2015   | Independence        | États-Unis        | Independence Events Center       | Rixton et Cashmere Cat              | 5 594 / 5 594     | 305 063 $         |
| 28 février 2015   | Milwaukee           | États-Unis        | BMO Harris Bradley Center        | Rixton et Cashmere Cat              | 10 411 / 10 411   | 484 877 $         |
| 1er mars 2015     | Saint Paul          | États-Unis        | Xcel Energy Center               | Rixton et Cashmere Cat              | 11 272 / 11 272   | 596 866 $         |
| 3 mars 2015       | Rosemont            | États-Unis        | Allstate Arena                   | Rixton et Cashmere Cat              | 12 470 / 12 470   | 635 053 $         |
| 5 mars 2015       | Cleveland           | États-Unis        | Quicken Loans Arena              | Rixton et Cashmere Cat              | 11 553 / 11 553   | 604 962 $         |
| 7 mars 2015       | Detroit             | États-Unis        | Joe Louis Arena                  | Rixton et Cashmere Cat              | 14 505 / 14 505   | 659 749 $         |
| 8 mars 2015       | Toronto             | Canada            | Air Canada Centre                | Rixton et Cashmere Cat              | 13 666 / 13 666   | 493 989 $         |
| 10 mars 2015      | Pittsburgh          | États-Unis        | Petersen Events Center           | Rixton et Cashmere Cat              | 8 149 / 8 149     | 427 937 $         |
| 12 mars 2015      | Philadelphie        | États-Unis        | Wells Fargo Center               | Rixton et Cashmere Cat              | 14 334 / 14 334   | 778 265 $         |
| 14 mars 2015      | Uncasville          | États-Unis        | Mohegan Sun Arena                | Rixton et Cashmere Cat              | 7 347 / 7 347     | 326 102 $         |
| 15 mars 2015      | Worcester           | États-Unis        | DCU Center                       | Rixton et Cashmere Cat              | 10 337 / 10 337   | 517 105 $         |
| 17 mars 2015      | Houston             | États-Unis        | NRG Stadium                      | Rixton et Cashmere Cat              | 75 068 / 75 068   | 1,234,716$        |
| 20 mars 2015      | New York            | États-Unis        | Madison Square Garden            | Rixton et Cashmere Cat              | 28 520 / 28 520   | 1 455 122 $       |
| 21 mars 2015      | New York            | États-Unis        | Madison Square Garden            | Rixton et Cashmere Cat              | 28 520 / 28 520   | 1 455 122 $       |
| 24 mars 2015      | Atlanta             | États-Unis        | Philips Arena                    | Rixton et Cashmere Cat              | 9 271 / 9 271     | 510 404 $         |
| 26 mars 2015      | Orlando             | États-Unis        | Amway Center                     | Rixton et Cashmere Cat              | 12 661 / 12 661   | 609 739 $         |
| 28 mars 2015      | Miami               | États-Unis        | American Airlines Arena          | Rixton et Cashmere Cat              | 13 646 / 13 646   | 663 521 $         |
| 31 mars 2015      | San Antonio         | États-Unis        | AT&T Center                      | Rixton et Cashmere Cat              | 11 319 / 11 319   | 544 146 $         |
| 1er avril 2015    | Dallas              | États-Unis        | American Airlines Center         | Rixton et Cashmere Cat              | 12 248 / 12 248   | 602 533 $         |
| 3 avril 2015      | Oklahoma City       | États-Unis        | Chesapeake Energy Arena          | Rixton et Cashmere Cat              | 9 526 / 9 526     | 461 343 $         |
| 6 avril 2015      | Phoenix             | États-Unis        | Talking Stick Resort Arena       | Rixton et Cashmere Cat              | 12 530 / 12 530   | 600 285 $         |
| 8 avril 2015      | Inglewood           | États-Unis        | The Forum                        | Rixton et Cashmere Cat              | 11 605 / 11 605   | 534 176 $         |
| 10 avril 2015     | Anaheim             | États-Unis        | Honda Center                     | Rixton et Cashmere Cat              | 12 160 / 12 160   | 581 827 $         |
| 12 avril 2015     | San José            | États-Unis        | SAP Center                       | Rixton et Cashmere Cat              | 12 717 / 12 717   | 651 429 $         |
| 14 avril 2015     | Seattle             | États-Unis        | KeyArena                         | Rixton et Cashmere Cat              | 11 648 / 11 648   | 508 121 $         |
| 16 avril 2015     | Vancouver           | Canada            | Rogers Arena                     | Rixton et Cashmere Cat              | 13 210 / 13 210   | 477 295 $         |
| Europe            |                     |                   |                                  |                                     |                   |                   |
| 14 mai 2015       | Paris               | France            | Zénith de Paris                  | Rixton                              | —                 | —                 |
| 15 mai 2015       | Paris               | France            | Zénith de Paris                  | Rixton                              | —                 | —                 |
| 19 mai 2015       | Berlin              | Allemagne         | Max-Schmeling-Halle              | Rixton                              | —                 | —                 |
| 21 mai 2015       | Stockholm           | Suède             | Ericsson Globe                   | Rixton                              | —                 | —                 |
| 22 mai 2015       | Oslo                | Norvège           | Oslo Spektrum                    | Rixton                              | —                 | —                 |
| 25 mai 2015       | Milan               | Italie            | Mediolanum Forum                 | Rixton                              | —                 | —                 |
| 28 mai 2015       | Amsterdam           | Pays-Bas          | Ziggo Dome                       | Rixton                              | —                 | —                 |
| 29 mai 2015       | Amsterdam           | Pays-Bas          | Ziggo Dome                       | Rixton                              | —                 | —                 |
| 1er juin 2015     | Londres             | Royaume-Uni       | The O2 Arena                     | Rixton                              | 13,549 /13,841    | $762,868          |
| 4 juin 2015       | Manchester          | Royaume-Uni       | Manchester Arena                 | Rixton                              | 11,506 /11,765    | $613,272          |
| 6 juin 2015       | Londres             | Royaume-Uni       | Stade de Wembley                 | Aucune                              | 80 000 / 80 000   | —                 |
| 8 juin 2015       | Glasgow             | Royaume-Uni       | The SSE Hydro                    | Krishane (en) et Melissa Steel (en) | —                 | —                 |
| 9 juin 2015       | Birmingham          | Royaume-Uni       | Barclaycard Arena                | Krishane (en) et Melissa Steel (en) | —                 | —                 |
| 12 juin 2015      | Anvers              | Belgique          | Sportpaleis                      | Alvar & Millas                      | 13,255 /14,514    | $563,577          |
| 13 juin 2015      | Cologne             | Allemagne         | Lanxess Arena                    | Aucune                              | —                 | —                 |
| 16 juin 2015      | Barcelone           | Espagne           | Palau Sant Jordi                 | Paula Rojo                          | —                 | —                 |
| Amérique du Nord  |                     |                   |                                  |                                     |                   |                   |
| 28 juin 2015      | New York            | États-Unis        | Pier 26                          | Aucune                              | —                 | —                 |
| 16 juillet 2015   | Tampa               | États-Unis        | Amalie Arena                     | Prince Royce                        | 5,651 /7,214      | $306,261          |
| 18 juillet 2015   | Sunrise             | États-Unis        | BB&T Center                      | Prince Royce                        | —                 | —                 |
| 21 juillet 2015   | Charlotte           | États-Unis        | Time Warner Cable Arena          | Prince Royce                        | —                 | —                 |
| 23 juillet 2015   | Louisville          | États-Unis        | KFC Yum! Center                  | Prince Royce                        | —                 | —                 |
| 25 juillet 2015   | Washington D.C.     | États-Unis        | Verizon Center                   | Prince Royce                        | 7,996 /10,361     | $515,683          |
| 26 juillet 2015   | Hershey             | États-Unis        | Hersheypark Stadium              | Prince Royce                        | —                 | —                 |
| 29 juillet 2015   | Philadelphie        | États-Unis        | Wells Fargo Center               | Prince Royce                        | —                 | —                 |
| 31 juillet 2015   | Albany              | États-Unis        | Times Union Center               | Prince Royce                        | —                 | —                 |
| 2 août 2015       | Uncasville          | États-Unis        | Mohegan Sun Arena                | Prince Royce                        | 7,044 /7,131      | $470,758          |
| 4 août 2015       | Manchester          | États-Unis        | Verizon Wireless Arena           | Prince Royce                        | —                 | —                 |
| 6 août 2015       | Montréal            | Canada            | Centre Bell                      | Prince Royce                        | 10,533 /10,533    | $502,087          |
| 7 août 2015       | Ottawa              | Canada            | Canadian Tire Centre             | Prince Royce                        | —                 | —                 |
| 9 août 2015       | Toronto             | Canada            | Air Canada Centre                | Prince Royce                        | 10,703 /10,703    | $453,447          |
| Asie              |                     |                   |                                  |                                     |                   |                   |
| 15 août 2015      | Tokyo               | Japon             | QVC Marine Field                 | Aucune                              | —                 | —                 |
| 16 août 2015      | Osaka               | Japon             | Maishima Sports Island           | Aucune                              | —                 | —                 |
| 19 août 2015      | Tokyo               | Japon             | Tokyo International Forum        | —                                   | —                 | —                 |
| 23 août 2015      | Manille             | Philippines       | Mall of Asia Arena               | —                                   | —                 | —                 |
| 26 août 2015      | Jakarta             | Indonésie         | JIEXPO                           | —                                   | —                 | —                 |
| Amérique du Nord  |                     |                   |                                  |                                     |                   |                   |
| 29 août 2015      | Las Vegas           | États-Unis        | Mandalay Bay Events Center       | Prince Royce                        | —                 | —                 |
| 31 août 2015      | Fresno              | États-Unis        | Save Mart Center at Fresno State | Prince Royce                        | 8,897 /10,710     | $416,264          |
| 2 septembre 2015  | Boise               | États-Unis        | Taco Bell Arena                  | Prince Royce                        | —                 | —                 |
| 4 septembre 2015  | Portland            | États-Unis        | Moda Center                      | Prince Royce                        | —                 | —                 |
| 6 septembre 2015  | Sacramento          | États-Unis        | Sleep Train Arena                | Prince Royce                        | —                 | —                 |
| 8 septembre 2015  | Mountain View       | États-Unis        | Shoreline Amphitheatre           | Prince Royce                        | —                 | —                 |
| 9 septembre 2015  | Chula Vista         | États-Unis        | Sleep Train Amphitheatre         | Prince Royce                        | —                 | —                 |
| 11 septembre 2015 | Los Angeles         | États-Unis        | Staples Center                   | Prince Royce                        | 13,573 /13,745    | $653,203          |
| 18 septembre 2015 | Houston             | États-Unis        | Toyota Center                    | Prince Royce                        | 9,939 /10,124     | $557,714          |
| 20 septembre 2015 | Birmingham          | États-Unis        | BJCC Arena                       | Prince Royce                        | —                 | —                 |
| 22 septembre 2015 | Nashville           | États-Unis        | Bridgestone Arena                | Prince Royce                        | 7,775 /8,045      | $304,405          |
| 24 septembre 2015 | Raleigh             | États-Unis        | PNC Arena                        | Prince Royce                        | —                 | —                 |
| 26 septembre 2015 | Brooklyn            | États-Unis        | Barclays Center                  | Prince Royce                        | 21,510 /21,510    | $1,127,406        |
| 27 septembre 2015 | Brooklyn            | États-Unis        | Barclays Center                  | Prince Royce                        | 21,510 /21,510    | $1,127,406        |
| 29 septembre 2015 | Grand Rapids        | États-Unis        | Van Andel Arena                  | Prince Royce                        | 7,822 /7,822      | $373,754          |
| 2 octobre 2015    | Chicago             | États-Unis        | United Center                    | Prince Royce                        | —                 | —                 |
| 4 octobre 2015    | St. Louis           | États-Unis        | Scottrade Center                 | Prince Royce                        | —                 | —                 |
| 6 octobre 2015    | Wichita             | États-Unis        | Intrust Bank Arena               | Prince Royce                        | 7,161 /10,884     | $371,124          |
| 7 octobre 2015    | Tulsa               | États-Unis        | BOK Center                       | Prince Royce                        | —                 | —                 |
| 9 octobre 2015    | La Nouvelle-Orléans | États-Unis        | Smoothie King Center             | Prince Royce                        | —                 | —                 |
| 11 octobre 2015   | Dallas              | États-Unis        | American Airlines Center         | Prince Royce                        | 8,945 /9,653      | $377,291          |
| 13 octobre 2015   | Austin              | États-Unis        | Frank Erwin Center               | Prince Royce                        | 7,179 /8,632      | $351,128          |
| 15 octobre 2015   | El Paso             | États-Unis        | Don Haskins Center               | Prince Royce                        | —                 | —                 |
| Amérique du Sud   |                     |                   |                                  |                                     |                   |                   |
| 18 octobre 2015   | Mexico              | Mexique           | Palacio de los Deportes          | —                                   | 16,109 /16,349    | $1,074,116        |
| 21 octobre 2015   | Santiago            | Chili             | Movistar Arena                   | —                                   | —                 | —                 |
| 23 octobre 2015   | Buenos Aires        | Argentine         | Complejo al Río                  | —                                   | —                 | —                 |
| 25 octobre 2015   | São Paulo           | Brésil            | Allianz Parque                   | —                                   | —                 | —                 |
| Total             | Total               | Total             | Total                            | Total                               | —                 | —                 |

## Concerts annulés
| Date            | Ville      | Pays                | Salle                       | Raison                 |
| --------------- | ---------- | ------------------- | --------------------------- | ---------------------- |
| 17 mars 2015    | Fairfax    | États-Unis          | Patriot Center              | Engagements antérieurs |
| 3 avril 2015    | Houston    | États-Unis          | Toyota Center               | Engagements antérieurs |
| 11 juillet 2015 | Cincinnati | États-Unis          | Paul Brown Stadium          | Raison médicale        |
| 29 octobre 2015 | San Juan   | Porto Rico          | Coliseo José Miguel Agrelot | Conflit de planning    |
| 3 décembre 2015 | Abou Dabi  | Émirats arabes unis | Du Arena                    | Problèmes de sécurité  |
| 5 décembre 2015 | Londres    | Royaume-Uni         | O2 Arena                    | Problèmes de sécurité  |
| 8 décembre 2015 | Saitama    | Japon               | Saitama Super Arena         | Problèmes de sécurité  |
| 9 décembre 2015 | Saitama    | Japon               | Saitama Super Arena         | Problèmes de sécurité  |